# Парламентские выборы в Иордании (1989)
Парламентские выборы в Иордании прошли 8 ноября 1989 года и стали первыми после выборов 1967 года. Палата представителей была расширена с 60 до 80 депутатов. Политические партии в Иордании были запрещены, поэтому все кандидаты участвовали в выборах как беспартийные. Всего участвовало 647 кандидатов. Из 80 победивших кандидатов, 22 были членами организации Братья-мусульмане. Явка составила 53,1%.

## История и кампания
В апреле 1989 года временное правительство во главе с Шарифом поручило принцу Зайду ибн Шакеру контролировать демократические выборы депутатов в нижнюю Палату представителей, проводившихся в рамках политических реформ в стране. Цензура была отменена и кандидаты могли проводить независимую избирательную кампанию, хотя и без высказывания своих идеологических убеждений, так как политические партии были запрещены с 1957 года.
Нижняя палата парламента Палата представителей была расширена с 60 до 80 депутатов. Верхняя палата Совет старейшин также была увеличена до 40 членов.
Выборы прошли 8 ноября 1989 года, впервые за 22 года. Голосовать имели право все граждане в возрасте 19 лет и старше. Впервые в выборах участвовали женщины, хотя занимать государственные должности они могли с 1974 года.